# Крестях
Крестя́х — село в Сунтарском улусе Якутии, административный центр Крестяхского наслега. Самая низкая температура в Крестях отмечалась в январе 1966 года и составила −62,7 ˚C.

## Топоним
Крестях — гидроним, название речки, впадающей в реку Амгу. В основе этого объякутившегося слова лежит наименование крест (Крестях — дословно ‘с крестом’). Топоним отражает введение христианства в Якутии.

## География
Село расположено на левом берегу реки Вилюй, в 95 км к северо-западу от улусного центра с. Сунтары. Основано в 1873 г. По данным местной администрации, на 01.01.2010 года здесь проживало 980 человек. В селе имеются речная пристань, центральная усадьба общества с ограниченной ответственностью «Крестяхский», основные производства которого — молочное скотоводство, мясное табунное коневодство, земледелие (зерновые культуры). В селе имеются Дом культуры, средняя общеобразовательная школа, а также учреждения здравоохранения и торговли.
Находится в 150 км от города Мирный. В августе 1949 года в 6 километрах от Крестяха Амакинская геологоразведочная экспедиция на косе «Соколиная» обнаружила первые 22 кристалла якутских алмазов. Таким образом, коса «Соколиная» вошла в историю мировой алмазодобычи. В 1987 году в селе был открыт музей первооткрывателей якутских алмазов. С 1994 года коса Соколиная с остатками первой обогатительной фабрики была объявлена памятником истории и культуры Республики Саха (Якутия). В честь первооткрывателей якутских алмазов были сооружены 3 обелиска и реконструирована геологическая землянка.

## Население
| 1989 | 2002  | 2010 | 2012 | 2013 | 2014 | 2015 |
| ---- | ----- | ---- | ---- | ---- | ---- | ---- |
| 1000 | ↗1098 | ↘882 | ↘858 | ↘836 | ↘832 | ↘823 |
| 2016 | 2017  | 2018 | 2019 | 2020 | 2021 |      |
| ↘801 | ↘795  | ↘788 | ↘779 | ↘773 | ↗794 |      |

## Люди, связанные с селом
В 1930 году в селе родился Иван Григорьевич Спиридонов — литературовед, журналист, видный партийный деятель Якутии. В 2010 году средней школе села Крестях указом Президента Республики Саха (Якутия) было присвоено имя И. Г. Спиридонова.

## Инфраструктура
В селе насчитывается 22 улицы.